# 이진성 (법조인)
이진성(李鎭盛, 1956년 8월 5일(음력 6월 29일) ~ )은 대한민국의 제6대 헌법재판소장을 역임한 법조인이다.

## 생애
1956년 8월 5일 부산광역시에서 태어났다. 경기고등학교, 서울대학교 법대를 졸업했다.
1977년 제19회 사법시험에 합격해 사법연수원을 10기로 수료했다.
1983년 판사로 임관해 대법원 재판연구관, 사법연수원 교수, 서울지법 부장판사를 거쳐 서울고등법원 부장판사로 재직하던 2005년 여배우가 '교도소 경비대원이 수의를 입고 있는 사진을 유포해 사생활을 침해당했다'며 낸 국가 상대 손해배상 청구 소송에서 국가의 책임을 인정하는 판결을 내렸다.
2005년 11월부터 서울중앙지법 파산수석부장판사로 근무하면서 개인채무자 면책기준을 정립해 경제적 약자의 원활한 사회복귀에 기여했다는 평가를 받았다. 또 도산 절차에서 기존 경영자의 경영권을 인정하는 실무 원칙을 확립했다. 2011년 한국도산법학회장을 지냈다.
2008년 법원행정처 차장으로서 사법부 과거사 문제 논의에 힘을 쏟았고, 국회의 헌법재판소법 개정 논의에 법원 대표로 참석해 헌재 발전 방향을 제시했다.
2010년 서울중앙지방법원장, 2012년 2월 광주고등법원장을 거쳐 2012년 9월 양승태 대법원장의 지명을 받아 헌법재판관으로 임명됐다. 헌법재판관으로 재직하면서 형법 제250조 2항(존속살해죄) 위헌심판 사건에서 직계존속을 가중처벌하도록 한 규정이 헌법상 평등원칙에 위배된다는 소수의견을 낸 바 있다. 또 성폭력범죄의 처벌 등에 관한 특례법 제32조 1항 위헌심판 사건에서도 강제추행죄로 유죄판결이 확정된 사람의 신상정보를 공개하는 것은 과잉금지원칙에 반한다는 소수의견을 냈다. 박근혜 대통령 탄핵심판 선고 때는 세월호 참사와 관련해 김이수와 함께 박근혜의 성실한 직책수행의무 위반을 지적하는 내용의 보충의견을 냈다.
2017년 10월 27일 문재인 대통령에 의해 헌법재판소장 후보자로 지명되었고, 국회 인준안 통과를 거쳐  11월 24일 헌법재판소장으로 임명되었다.

## 학력
- ~ 1974년: 경기고등학교
- ~ 1978년: 서울대학교 법과대학 학사
- ~ 1988년: 서던메소디스트대학교 데드먼법과대학원 법학 석사

## 경력
- 1977년: 제19회 사법시험 합격
- 1980년: 제10기 사법연수원 수료
- 1980년 8월 ~ 1983년 3월: 해군 법무관
- 1983년 9월 ~ 1988년 7월: 부산지방법원 판사
- 1988년 8월 ~ 1990년 2월: 서울지방법원 의정부지원 판사
- 1990년 3월 ~ 1991년 2월: 서울고등법원 판사
- 1991년 2월 ~ 1992년 8월: 서울형사지방법원 판사
- 1992년 8월 ~ 1993년 2월: 서울고등법원 판사
- 1993년 3월 ~ 1994년 2월: 대법원 재판연구관
- 1994년 3월 ~ 1997년 2월: 대전지방법원 강경지원장, 부장판사
- 1997년 2월 ~ 2000년 2월: 사법연수원 교수
- 2000년 2월 ~ 2001년 2월: 서울지방법원 부장판사
- 2001년 2월 ~ 2003년 2월: 특허법원 부장판사
- 2003년 2월 ~ 2005년 11월: 서울고등법원 부장판사
- 2005년 11월 ~ 2008년 2월: 서울중앙지방법원 파산수석부장판사
- 2008년 2월 ~ 2010년 2월: 법원행정처 차장
- 2010년 2월 ~ 2012년 2월: 서울중앙지방법원장
- 2011년: 한국도산법학회장
- 2012년 2월 ~ 2012년 8월: 광주고등법원장
- 2012년 9월 ~ 2018년 9월: 헌법재판소 재판관
- 2017년 11월 ~ 2018년 9월: 제6대 헌법재판소장
- 2020년 9월: 중원대학교 경찰행정학과 석좌교수
- 고위공직자범죄수사처 자문위원회 초대 위원장
- 재단법인 여시재 감사
- 헌법재판소 자문위원회 위원장
- 2021년 12월 ~ : 법무법인 민주 대표변호사

## 기타
- 법원행정처 차장 재직 때 18대 국회에서의 헌법재판소법 개정 논의에 법원 측 인사로 참여했다.[2]
- 2009년부터 2011년까지 세 차례 대법관 후보자로 추천됐다.[2]

## 주요 판결
- 12월 4일에 1989년 중앙대학교 안성캠퍼스 총학생회장인 이내창 의문사 사건 보도를 하여 출판물에 의한 명예훼손죄로 불구속기소된 한겨레신문 이공순 기자에 대한 3차 공판에서 "이내창을 살해한 안기부를 해체하라"는 구호를 외치자 중앙대학교 학생 등 29명을 감치 재판에 회부하여 9명에게 감치명령 20~10일을 각각 선고하고 20명은 훈방했다.[3]  1992년 2월 11일에 "임대차 계약이 위조됐다"며 무고한 혐의로 구속되었다가 보석으로 석방된 피고인에게 "혐의를 입증하는 국립과학수사연구소 등의 감정 결과를 믿을 수 없다"며 무죄를 선고했다.[4] 재판이 선고된 날 오후에 당초 "감정상 문제점이 있는 만큼 계약서 등의 서명이 피고인의 필적이라는 감정 결과도 받아들일 수 없다"고 한 부분을 "필적의 동일 여부를 넘어 타인에 의해 위조됐는지에 관한 진술 또는 감정서의 기재가 없어 필적의 결과만 가지고 피고인이 증거서류를 작성했다고 보기 어렵다"는 내용으로 변경하여 논란이 있었다.[5]
- 대전지방법원 강경지원 민사합의부 재판장으로 재직하던 1994년 10월 14일에 "검찰과 경찰에 의해 초등학생인 친구를 살해하였다"는 수사 결과를 통보받고 가해자의 부모를 상대로 제기한 손해배상 청구소송에서 "살해했다는 자백 내용에 신빙성이 없다"면서 기각 결정했다.[6]
- 서울고등법원 민사15부 재판장으로 재직하던 2004년 8월 17일에 교보생명이 우리은행을 상대로 낸 손해배상 청구 소송에서 "우리은행은 특정금전신탁을 운용하며 보증 어음을 무보증 어음으로 교체한 데 따라 교보생명이 입게 된 손해 가운데 60%인 4억3900만여원만 배상하라"고 판결했다.[7]